# Мартен
Мàртен е град в Северна България. Той се намира в община Русе, област Русе.

## География
Градът се намира на брега на река Дунав на надморска височина 20 метра. Въпреки че местните вярват, че понижението в местността „Ямата“ е може би единственият в България метеоритен кратер, няма приложени доказателства, че това е истина, като по-правдоподобно обяснение е, че понижението е продукт на карстови или суфозионни процеси. Има и кариера за добив на пясък.
На последното преброяване на селището са изброени 3809 души. 

## История
Градът е основан с името Тегра (Тегрис, Тигрис) през I век като крепост, която е част от римския крайдунавски лимес.
Вероятно съществува и по време на Второто българско царство (XII – XIV век).
Министерският съвет на Република България обявява село Мартен за град с решение 591 от 7 август 2006 г. 

## Население
Численост на населението според преброяванията през годините: 
| \| Година на преброяване \| Численост \| \| --------------------- \| --------- \| \| 1934 \| 2656 \| \| 1946 \| 2757 \| \| 1956 \| 2712 \| \| 1965 \| 3289 \| \| 1975 \| 3832 \| \| 1985 \| 4741 \| \| 1992 \| 4465 \| \| 2001 \| 4143 \| \| 2011 \| 3662 \| \| 2021 \| 3539 \| |           |
| Година на преброяване | Численост |
| 1934 | 2656      |
| 1946 | 2757      |
| 1956 | 2712      |
| 1965 | 3289      |
| 1975 | 3832      |
| 1985 | 4741      |
| 1992 | 4465      |
| 2001 | 4143      |
| 2011 | 3662      |
| 2021 | 3539      |

### Етнически състав
Преброяване на населението през 2011 г.
Численост и дял на етническите групи според преброяването на населението през 2011 г.:
|                     | Численост | Дял (в %) |
| Общо                | 3662      | 100,00    |
| Българи             | 3322      | 90,71     |
| Турци               | 108       | 2,94      |
| Цигани              | 32        | 0,87      |
| Други               | 10        | 0,27      |
| Не се самоопределят | 8         | 0,21      |
| Неотговорили        | 182       | 4,96      |

## Обществени институции
- Кметство
- Основно училище „Отец Паисий“, основано през 1870 г., в което се обучават и децата от съседното село Сандрово.
- Обединено детско заведение с целодневна детска градина „Райна Княгиня“.

## Забележителности
- Църква „Свети Георги“, построена през 1896 г.
- Народно Читалище „Просвета 1928 г.“
- Крайбрежието на река Дунав

## Редовни събития
- Съборът на Мартен е на 6 май
- Чардак – обредно палене на огън на Сирни заговезни

## Личности
- Васил Казанджиев – български композитор (р. 1934)
- Георги Ачев – треньор по спортна борба (р. 1937)
- Илко Канатов- треньор по хандбал